# Anton Lawicki
Anton Iwanawicz Lawicki (biał. Антон Іванавіч Лявіцкі; pseudonim: Jadwihin Sz., kryptonim: Ja.Sz.; ur. 4 stycznia 1869 w Dobośni, zm. 24 lutego 1922 w Wilnie) – białoruski pisarz, dramaturg, poeta, publicysta, jeden z prekursorów nowoczesnej białoruskiej prozy.

## Życiorys

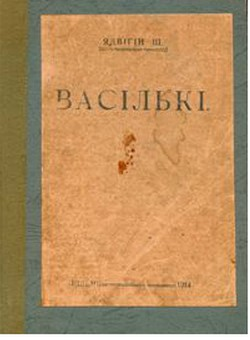
Okładka książki „Wasilki”

Urodził się 4 stycznia 1869 roku w majątku Dobośnia, w powiecie rohaczewskim guberni mohylewskiej Imperium Rosyjskiego. W latach 1877–1878 oddany był przez ojca na naukę do Lucinka, do jednej z córek Wincentego Dunina-Marcinkiewicza. W latach 80. XIX wieku ukończył Mińskie Gimnazjum i podjął studia na Wydziale Medycznym Uniwersytetu Moskiewskiego. W 1890 roku za udział w niepokojach studenckich został relegowany z uczelni, aresztowany i na kilka miesięcy osadzony w moskiewskim więzieniu Butyrki. Po uwolnieniu wrócił w rodzinne strony. Odbywał staż w jednej z aptek w Mińsku, żeby zdać egzamin na pomocnika aptekarza. Pracował jako namiestnik prowizora (aptekarz) w Radoszkowiczach, a następnie w sklepie-kooperacji. W latach 1909–1910 mieszkał w Wilnie, gdzie był sekretarzem i szefem działu literackiego białoruskiej gazety „Nasza Niwa”. W latach 1913–1915 razem z A. Byczkouskim, B. Paczopkiem i Janem Poźniakiem wydawał w Wilnie pierwszą białoruską gazetę katolicką „Biełarus”. Pracował jako redaktor techniczny w czasopiśmie „Sacha” w Mińsku i w czasopiśmie „Łuczynka”. Od 1916 roku brał udział w pracy „Białoruskiej Chatki”. Pełnił funkcję zastępcy przewodniczącego Mińskiego Oddziału Białoruskiego Towarzystwa Pomocy Ofiarom Wojny. W 1920 roku leczył się w Zakopanem. Zmarł 24 lutego 1922 roku w szpitalu w Wilnie, w Litwie Środkowej. Został pochowany na cmentarzu Na Rossie.

## Twórczość

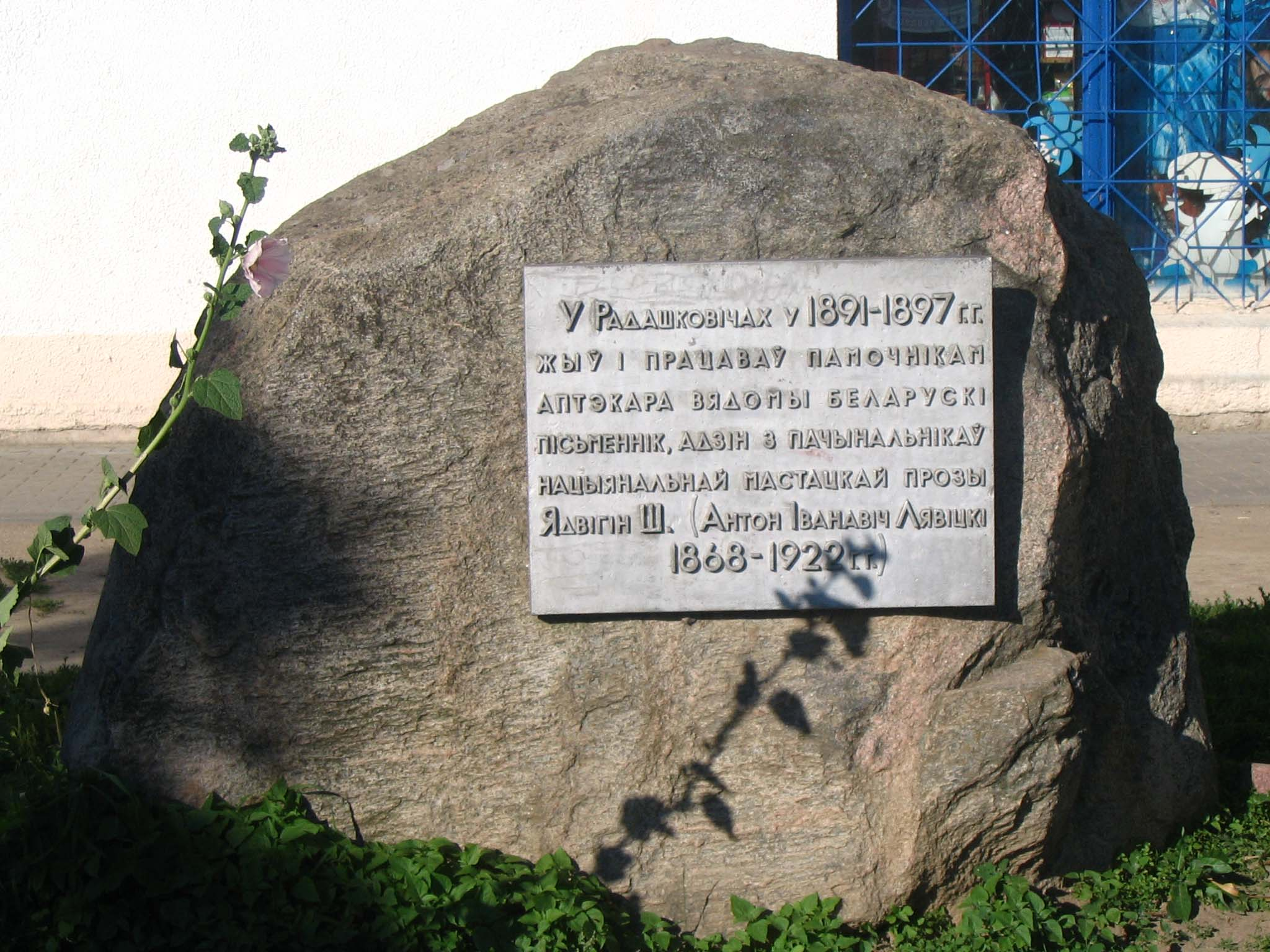
Tablica pamiątkowa ku czci Antona Lawickiego w Radoszkowiczach

Anton Lawicki rozpoczął działalność literacką w więzieniu. Dokonał wówczas przekładu na język białoruski opowiadania Wsiewołoda Garszyna Signał, który został wydany w 1891 roku w Moskwie. W 1892 roku napisał dramat Złodziej, który próbowała wystawić w Radoszkowiczach samodzielna grupa białoruskiej inteligencji. Sztuka została zabroniona przez policję, a jej rękopis zaginął. W latach 1904–1905 publikował na łamach czasopism „Wilenskij Wiestnik”, „Biełorusskij Wiestnik” i wydawnictw polskich artykuły na temat życia, kultury i folkloru Białorusinów. Pierwsze opowiadanie w języku białoruskim jego autorstwa pt. Sud (pol. Sąd) zostało zamieszczone w gazecie „Nasza Dola” 20 września 1906 roku. W 1910 roku wędrował pieszo ponad 500 km po rodzinnym kraju, publikując wrażenia z podróży w serii artykułów Listy z darohi (pol. Listy z drogi) na łamach kilku numerów „Naszej Niwy”. Stanowiły one znaczny wkład w tworzenie się białoruskiej publicystyki. Lawicki wydał zbiory opowiadań Biarozka (1910, według innego źródła 1912) i Wasilki (1914). Dzięki temu drugiemu stał się twórcą szeroko znanym. Jest autorem poematu Dzied Zawała, wydanego w 1921 roku w książce Uspaminy (pol. Wspomnienia). W 1920 roku rozpoczął pracę nad powieścią Zołata (pol. Złoto), ale nigdy jej nie ukończył.
Twórczość Antona Lawickiego rozwijała się w nurcie wczesnej białoruskiej prozy demokratycznej. Najbardziej cenioną część jego dorobku artystycznego stanowią opowiadania alegoryczne. Niewielkiego rozmiaru opowiadania-bajki cechują się różnorodną tematyką i poziomem emocji, wysokiej jakości formą i językiem. Charakterystyczny jest dla nich lekki humor, ostra satyra polityczna, przenikliwa liryka i psychologizm społeczny. Utwory Antona Lawickiego wyrażają współczucie wobec losu chłopa, dążenie do współudziału w zmianach społecznych ludu białoruskiego i protest wobec niesprawiedliwości społecznej. Powieść Zołata była jednym w pierwszych dużych utworów białoruskiej prozy o zgubnej władzy pieniądza, próbą stworzenia powieści psychologicznej z napiętą, dramatyczną fabułą.

## Życie prywatne
Anton Lawicki przyjaźnił się z Janką Kupałą (napisał pierwszą recenzję jego zbioru Żalejka, 1908), Maksimem Bahdanowiczem i Samuiłem Pławnikiem.